# Jörg Sauerland
Jörg Sauerland (Dortmund, 1976. december 24. –) német labdarúgóhátvéd.